# Districte Autònom Khanti-Mansi — Iugrà
Khàntia-Mànsia, o el Districte Autònom Khanti-Mansi — Iugrà (en rus: Ха́нты-Манси́йский автоно́мный о́круг — Югра́, Khanti-Mansiski avtonomni ókrug — Iugrà), és un districte autònom o ókrug de Rússia i, per tant, un subjecte federal de la Federació Russa. Té una extensió de 523.100 km², és a dir, una mica més petit que la península Ibèrica, i una població al voltant del milió i mig d'habitants. La capital és Khanti-Mansisk, però la ciutat més poblada és Surgut. Malgrat ésser per si mateix un subjecte federal, en alguns àmbits se'l considera dins la jurisdicció administrativa de l'óblast de Tiumén.

## Toponímia
Quan es va establir l'ókrug, el 10 de desembre de 1930, es va fer amb el nom de Ókrug Nacional Ostiac-Vogul (Остя́ко-Вогу́льский национа́льный о́круг). A l'octubre de 1940 va adoptar els noms autòctons per a ostiacs i voguls passant a dir-se Ókrug Nacional Khanti-Mansi. El 1977 tots els ókrugs nacionals de la República Socialista Federada Soviètica de Rússia van passar a anomenar-se ókrugs autònoms. El 2003, es va afegir Iugrà al nom oficial del districte autònom.

## Geografia
Ocupen un territori comprès entre el curs dels rius Obi/As, Konda/Khontëng-Jä i Irtix i els seus afluents (Nazim, Kempaz, Visim, Pelimka/Pälm, Kazim i Txulga) i entre els Urals (amb el Gora Narodnaia, 1.894 m).

## Economia
L'economia tradicional de caça i pesca ha estat substituïda per la indústria química i extractiva. El fet d'estar al centre de la conca petrolífera de la Sibèria occidental fa que existeixin moltes explotacions de gas que hi han portat centenars de milers de treballadors des d'altres parts de la Federació Russa. Això ha posat en perill no només la cultura autòctona sinó també l'entorn natural de la regió, i ha aixecat veus de protesta entre els habitants.
A 2012, el 51% del petroli produït a Rússia prové de Khàntia-Mànsia i això li dona molta importància estratègica.

## Demografia
Khàntia-Mànsia té una població dispersa de 1.432.817 segons el Cens rus (2002). La capital és Khanty-Mansiysk, amb 53.953 habitants, però les principals ciutats són Surgut (285.027), Nijnevàrtovsk (239.044), i Nefteiugansk (107.830). La població indígena (khantis, mansis, nenets) només són el 2% de la població. L'explotació de gas natural a Khàntia-Mànsia ha atret immigrants d'arreu de la Unió Soviètica, principalment russos, ucraïnesos, tàtars i baixkirs.
|            | cens 1939      | cens 1959      | cens 1970       | cens 1979       | cens 1989       | cens 2002       |
| ---------- | -------------- | -------------- | --------------- | --------------- | --------------- | --------------- |
| Khantis    | 12.238 (13,1%) | 11.435 (9,2%)  | 12.222 (4,5%)   | 11.219 (2,0%)   | 11.892 (0,9%)   | 17.128 (1,2%)   |
| Mansis     | 5.768 (6,2%)   | 5.644 (4,6%)   | 6.684 (2,5%)    | 6.156 (1,1%)    | 6.562 (0,5%)    | 9.894 (0,7%)    |
| Nenets     | 852 (0,9%)     | 815 (0,7%)     | 940 (0,3%)      | 1.003 (0,2%)    | 1.144 (0,1%)    | 1.290 (0,1%)    |
| Komi       | 2.436 (2,6%)   | 2.803 (2,3%)   | 3.150 (1,2%)    | 3.105 (0,5%)    | 3.000 (0,2%)    | 3.081 (0,2%)    |
| Russos     | 67.616 (72,5%) | 89.813 (72,5%) | 208.500 (76,9%) | 423.792 (74,3%) | 850.297 (66,3%) | 946.590 (66,1%) |
| Ucraïnesos | 1.111 (1,2%)   | 4.363 (3,5%)   | 9.986 (3,7%)    | 45.484 (8,0%)   | 148.317 (11,6%) | 123.238 (8,6%)  |
| Tàtars     | 2.227 (2,4%)   | 2.938 (2,4%)   | 14.046 (5,2%)   | 36.898 (6,5%)   | 97.689 (7,6%)   | 107.637 (7,5%)  |
| Altres     | 1.026 (1,1%)   | 6.115 (4,9%)   | 15.629 (5,8%)   | 43.106 (7,6%)   | 163.495 (12,7%) | 223.959 (15,6%) |

## Política
El territori és un districte autònom (ókrug) de la Federació Russa, però com que els pobles nadius són minoria, són exclosos de les decisions. Funciona com a qualsevol altre subjecte federal rus, només que tenen disposicions especials per a salvaguardar l‘autonomia dels pobles autòctons.
L'escolarització es fa en rus, tot i que les dues llengües indígenes hi són ensenyades. Darrerament s'ha publicat els diaris Khanti Yasang i Liuma Seripos, 40 minuts a la setmana a la ràdio i 25 minuts a la televisió.
Darrerament s'han creat organitzacions com Kolta Kup (Home del riu Obi) per defensar els interessos dels nadius al districte, i que ha propulsat l'ensenyament a les escoles en llengua nadiua. També formen part de l'Assemblea de Pobles del Nord juntament amb nenets i selkups.

## Història
Antigament, sobretot els mansis, eren guerrers i es resistiren als russos, organitzant diversos principats, com els de Kazym, Lyapin, Obdorsk, Koda, Pelym i Belogorye, tots ells amb uns milers d'habitants. Els russos destruïren 41 pobles khantis el 1501, però no foren sotmesos fins que Jermak els va vèncer a la batalla de Chiuvad el 1581. Els darrers principats (Konda) no seran incorporats fins al 1644.
Durant el segle xiii havien estat tributaris del principat de Novgorod, i cap al segle xiv hi arribaren les primeres incursions de russos i tàtars. L'àrab Al Garnati va definir el seu país com a Djugra (o bé Úgria). El 1478 foren tributaris de Moscòvia, que el 1483 va capturar al príncep Moldan de Konda i el 1499 s'enfrontà als prínceps de Iugra i Konda, Semyon Kurbski, Pyotr Ushatyi i Vassili Gavrilov; i cap al 1584 els russos començaren a establir-se al seu territori a conseqüència de la seva marxa cap a l'Oest, i també intentaren imposar-los la religió ortodoxa. Els mansis resistiren ferotgement i per això van patir grans pèrdues. Kyntsha de Konda es va sotmetre al tsar el 1680 i va rebre alguns presents. El 1711-1722 Pere el Gran ordenà que qui no fos aconvertit a l'ortodòxia fos condemnat a mort i executat. I els prínceps Vassili i Fyodor de Pelym i Konda es russificaren. El principat khanti de Konda, sota el comandament dels prínceps Satyga (revoltat el 1715 amb 600 homes) i Ossip Grigoriev (1732-1747), intentà oposar-se a la cristianització, però el seu successor Vlass Osipov fou educat en una escola parroquial.
En el segle xix foren subjugats econòmicament amb ajuda del sistema combinat de deutes i licor pels oficials i mercaders russos. Els colons russos els arrabassaren les millors terres, amb l'ànim d'extingir-los. Tot i així, el 1842 un dels mestres de la regió descendent dels Ossipov, Aleksandr Satygin, reclamà el títol de príncep de Konda.
La colonització s'accentuarà des de l'època de Stalin. El 1930 es constituí el Districte Nacional dels Khanti i Mansi, amb 754.900 kilòmetres quadrats i 77.000 habitants, dividits entre 44 sel'soviets (soviets rurals) i les ciutats de Samaranovo (1.290 h), Surgut (1.307 h) i Berezov (1.377 h); el 1957 es va fundar l'únic diari, en khanti, Lenin Pant Khuvat (Senderi de Lenin), i això juntament amb la gramàtica khanti de Matthias Castrén del 1859 i mansi del 1858, i l'assaig idiomàtic Untger vogulen und ostjaken d'Ahlquist del 1880, va possibilitar un sorgiment d'autors khantis com Mikul Shulgin (1940), Prokopi Saltykov, Vladímir Voldin, Roman Rugin i Maria Vagatova. Però els idiomes han estat expressament fragmentats i ensenyats en diverses modalitats, i amb la col·lectivització es va practicar una russificació forçada; els intel·lectuals i petits propietaris khanti i mansi foren assassinats sota l'acusació de contrarevolucionaris i kulaks, així com els xamans, els santuaris sagrats foren destruïts i els nens escolaritzats. El 1933 protagonitzaren la revolta de Kazym, violentament aixafada per l'Exèrcit Roig, qui bombardejà els seus campaments.
Tanmateix, la cooperativització ha trencat la unitat i solidaritat interclànica, i la posada a punt del far west comunista els ha fet víctimes de la russificació, l'alcoholisme i la degradació ecològica del territori, iniciada en la dècada dels seixanta i les prospeccions petroliers i de gas, que han provocat una emigració massiva que els ha minoritzat el seu nombre al Districte (del 9,2% el 1959 a l'1,8% el 1989 els khanti), i del 6,2% el 1938 al 0,6% el 1989 els mansi). Per això, juntament amb nenets i selkup fundaren l'Associació de Pobles del Nord, i el 31 de setembre del 1990 tallaren el pont del riu a la carretera Raduzhi-Variogan perquè els russos els mataven els rens i en protesta per la mort violenta de 26 khantis i nenets. Els consells tribals dirigeixen l'Associació. El 1991 protestaren davant el Soviet Suprem l'explotació de petroli a Tyanovsk, però com a resposta 35 famílies khanti (211 persones) foren deportades de la seva llar.
Alguns intel·lectuals khanti han proposat la formació d'una nova regió autònoma khanti als marges dels rius Kazim i Sosva, on l'explotació dels dipòsits de petroli i gas ha estat prohibit. La taxa de suïcidis és molt alta, i l'esperança de vida ronda els 40-45 anys.